# Armorial des communes du Nord (Q-Z)
- il comporte peu ou pas de sources.

Cette page dresse l'ensemble des armoiries (figures et blasonnements) attribuées aux communes du Nord dont les initiales vont de Q à Z.
Les communes portant des armes déjà attribuées (usurpations ou armes domaniales d'Ancien Régime) ainsi que celles portant des blasons héraldiquement incorrect (armes à enquerre) sont incluses, mais les communes ne disposant pas de blason, ou celles arborant un pseudo-blason (dessin d'amateur, souvent de type logotype et ne respectant aucune règle de construction héraldique) sont volontairement exclues de cet armorial. Leur absence est désignée en fin de chaque lettre. Les communes ayant été annexées par d'autres (communes nouvelles) et qui ne disposaient pas d'un blason au jour de leur annexion, sont également absentes de cet armorial.
Pour les articles homonymes, voir Armorial des communes du Nord.

0 dessin(s) en attente (voir : )

## Q
| Blason de Quaëdypre | Blason  | D'argent au lion de sable armé et lampassé de gueules à la bordure de gueules. |
| Blason de Quaëdypre | Détails | Le statut officiel du blason reste à déterminer.                               |

| Blason de Quarouble | Blason  | D'azur au sautoir d'argent cantonné de quatre macles du même. |
| Blason de Quarouble | Détails | Le statut officiel du blason reste à déterminer.              |

| Blason de Quérénaing | Blason  | D'or à la croix engrêlée de gueules. |
| Blason de Quérénaing | Détails | Ce sont les armes de la Maison de Haynin, que l'on retrouve dans la plupart des communes actuelles ayant eu ces derniers pour seigneurs féodaux. Le statut officiel du blason reste à déterminer. |

| Blason de Quesnoy (Le) | Blason  | D'argent à un chêne de sinople accosté de deux autres chênes plus petits, sur une terrasse du même.                         |
| Blason de Quesnoy (Le) | Détails | Armes parlantes. (le nom de la commune est évoqué par le chêne représenté) Le statut officiel du blason reste à déterminer. |

| Blason de Quesnoy-sur-Deûle | Blason  | Échiqueté d'or et de gueules.                    |
| Blason de Quesnoy-sur-Deûle | Détails | Le statut officiel du blason reste à déterminer. |

| Blason de Quiévelon | Blason  | De sable à trois couleuvres ondoyantes d'or, languées de gueules et mises en pal, au chef d'azur chargé de trois colombes d'argent.                          |
| Blason de Quiévelon | Détails | * Il y a là non-respect de la règle de contrariété des couleurs : ces armes sont fautives (azur sur sable). Le statut officiel du blason reste à déterminer. |

| Blason de Quiévrechain | Blason  | D'argent au croissant d'azur.                    |
| Blason de Quiévrechain | Détails | Le statut officiel du blason reste à déterminer. |

| Blason de Quiévy | Blason  | Coupé d'azur à une croix de calvaire d'or entrelacée d'une couronne d'épines du même, et de gueules à trois fleurs de lis d'or. |
| Blason de Quiévy | Détails | Le statut officiel du blason reste à déterminer.                                                                                |

## R

### Ra
| Blason de Râches | Blason  | D'or au lion de gueules armé et lampassé d'azur. |
| Blason de Râches | Détails | Les armoiries de la ville sont celle des anciens seigneurs de la commune de Raillencourt (XIIe siècle). Le statut officiel du blason reste à déterminer. |

| Blason de Radinghem-en-Weppes | Blason  | D'or au chevron de sable accompagné de trois étoiles à six rais du même, et chargé sur sa cime d'un écusson d'or au lion de sable armé et lampassé de gueules. |
| Blason de Radinghem-en-Weppes | Détails | Le statut officiel du blason reste à déterminer. |

| Blason de Raillencourt-Sainte-Olle | Blason  | De gueules à trois fasces d'or, à la bordure d'argent. |
| Blason de Raillencourt-Sainte-Olle | Détails | Le statut officiel du blason reste à déterminer.       |

| Blason de Raimbeaucourt | Blason  | De sable à une fleur de lis épanouie d'argent.   |
| Blason de Raimbeaucourt | Détails | Le statut officiel du blason reste à déterminer. |

| Blason de Rainsars | Blason  | D'azur au lion d'or soutenant de ses antérieurs une clef d'argent, le panneton en haut et à dextre. |
| Blason de Rainsars | Détails | Le statut officiel du blason reste à déterminer.                                                    |

| Blason de Raismes | Blason  | D'azur à trois clefs d'or.                       |
| Blason de Raismes | Détails | Le statut officiel du blason reste à déterminer. |

| Blason de Ramillies | Blason  | D'azur au dragon d'or.                           |
| Blason de Ramillies | Détails | Le statut officiel du blason reste à déterminer. |

| Blason de Ramousies | Blason  | Bandé d'or et de gueules.                        |
| Blason de Ramousies | Détails | Le statut officiel du blason reste à déterminer. |

| Blason de Raucourt-au-Bois | Blason  | Parti-émanché d'argent et de gueules de dix pièces. |
| Blason de Raucourt-au-Bois | Détails | Le statut officiel du blason reste à déterminer.    |

### Re
| Blason de Recquignies | Blason  | Burelé d'argent et d'azur de douze pièces, à la bande de gueules brochant sur le tout. |
| Blason de Recquignies | Détails | Le statut officiel du blason reste à déterminer.                                       |

| Blason de Rejet-de-Beaulieu | Blason  | De sinople à une tour d'argent chargée sur sa porte d'un huchet d'or. |
| Blason de Rejet-de-Beaulieu | Détails | Le statut officiel du blason reste à déterminer.                      |

| Blason de Renescure | Blason  | Écartelé d'argent à une ancre de sable, et d'or à cinq trèfles de sinople . |
| Blason de Renescure | Détails | Le statut officiel du blason reste à déterminer.                            |

| Blason de Reumont | Blason  | Écartelé d'or à l'aigle éployée de sable, et du premier à un chevron de gueules ; sur le tout, d'argent à deux rameaux d'olivier de sinople passés en couronne. |
| Blason de Reumont | Détails | Le statut officiel du blason reste à déterminer. |

| Blason de Rexpoëde | Blason  | D'argent à la fasce de sable, au franc-canton de gueules rempli d'or et chargé d'un lion du second. |
| Blason de Rexpoëde | Détails | Le statut officiel du blason reste à déterminer.                                                    |

### Ri
| Blason de Ribécourt-la-Tour | Blason  | De sinople au lion d'or armé et lampassé de gueules. |
| Blason de Ribécourt-la-Tour | Détails | Le statut officiel du blason reste à déterminer.     |

| Blason de Rieulay | Blason  | D'hermine à la croix de gueules chargée de cinq roses d'or. |
| Blason de Rieulay | Détails | Le statut officiel du blason reste à déterminer.            |

| Blason de Rieux-en-Cambrésis | Blason  | D'argent à une fasce de sable. |
| Blason de Rieux-en-Cambrésis | Détails | , Le statut officiel du blason reste à déterminer. |
| Blason de Rieux-en-Cambrésis | Alias   | D'or à un double trécheur fleuronné et contre-fleuronné de sinople, au sautoir de gueules brochant sur le tout. L'ancien blason est celui de la famille de Fagnœulles. |

### Ro
| Blason de Robersart | Blason  | De sinople au lion d'or armé et lampassé de gueules. |
| Blason de Robersart | Détails | Le statut officiel du blason reste à déterminer.     |

| Blason de Rœulx | Blason  | Bandé d'or et d'azur, au franc-quartier d'argent. |
| Blason de Rœulx | Détails | Le statut officiel du blason reste à déterminer.  |

| Blason de Rombies-et-Marchipont | Blason  | D'azur à la croix ancrée d'argent cantonnée de quatre étoiles à six rais du même. |
| Blason de Rombies-et-Marchipont | Détails | Le statut officiel du blason reste à déterminer.                                  |

| Blason de Romeries | Blason  | D'argent au chevron de sable, accompagné de trois trèfles du même,                         |
| Blason de Romeries | Détails | Le statut officiel du blason reste à déterminer.                                           |
| Blason de Romeries | Alias   | D'azur à trois roues d'argent. Autre blason retrouvé dans certains endroits de la commune. |

| Blason de Ronchin | Blason  | D'or à un rais d'escarboucle de sable percé de gueules. |
| Blason de Ronchin | Détails | Le statut officiel du blason reste à déterminer.        |

| Blason de Roncq | Blason  | D'argent à trois lionceaux de sable armés et lampassés de gueules. |
| Blason de Roncq | Détails | Le statut officiel du blason reste à déterminer.                   |

| Blason de Roost-Warendin | Blason  | De sable semé de fleurs de lis d'or.             |
| Blason de Roost-Warendin | Détails | Le statut officiel du blason reste à déterminer. |

| Blason de Rosendaël | Blason  | D'azur à une rose d'argent. |
| Blason de Rosendaël | Détails | Blason historique : la commune a été annexée en 1972 par Dunkerque. - Croix de Guerre avec Étoile d'Argent - 1940. Armes parlantes. (rose) Le statut officiel du blason reste à déterminer. |

| Blason de Rosult | Blason  | D'azur semé de fleurs de lys d'or.               |
| Blason de Rosult | Détails | Le statut officiel du blason reste à déterminer. |

| Blason de Roubaix | Blason  | Parti d'hermine au chef de gueules, et d'azur au rot de sable encadré d'or, accompagné en chef d'une étoile du même accostée de deux canettes d'argent et en pointe d'une navette aussi d'or, à la bordure denchée du même. DeviseProbitas industria. |
| Blason de Roubaix | Détails | Les armoiries seigneuriales sont rétablies avec un parti des armoiries modernes, depuis 1859. |
| Blason de Roubaix | Alias   | D'hermines au chef de gueules. Les armoiries primitives de Roubaix étaient celles de ses seigneurs, lesquels avaient gardé celles de Guillaume de Bretagne.Après la Révolution, les Roubaisiens demandèrent des armoiries spéciales, qui leur furent concédées en 1818: D'azur à un rot de sable, encadré d'or, accompagné en chef d'une étoile d'or, accostée de deux bobines d'argent; et en pointe d'une navette d'or; à la bordure dentelée d'or. |

| Blason de Roucourt | Blason  | Écartelé d'or et de gueules.                     |
| Blason de Roucourt | Détails | Le statut officiel du blason reste à déterminer. |

| Blason de Rousies | Blason  | Écartelé d'argent à trois fasces de gueules, et du premier à trois doloires du second, celles du chef adossées,. |
| Blason de Rousies | Détails | Le statut officiel du blason reste à déterminer.                                                                 |

| Blason de Rouvignies | Blason  | De sinople à trois roues d'or.                                            |
| Blason de Rouvignies | Détails | Armes parlantes. (roues) Le statut officiel du blason reste à déterminer. |

### Ru
| Blason de Rubrouck | Blason  | De gueules au lion d'argent armé et lampassé d'or. |
| Blason de Rubrouck | Détails | Le statut officiel du blason reste à déterminer.   |

| Blason de Rues-des-Vignes (Les) | Blason  | D'azur au sautoir en filet d'or cantonné de quatre étoiles du même. |
| Blason de Rues-des-Vignes (Les) | Détails | Le statut officiel du blason reste à déterminer.                    |

| Blason de Ruesnes | Blason  | D'azur au loup ravissant d'or.                   |
| Blason de Ruesnes | Détails | Le statut officiel du blason reste à déterminer. |

| Blason de Rumegies | Blason  | D'azur semé de fleurs de lys d'or.               |
| Blason de Rumegies | Détails | Le statut officiel du blason reste à déterminer. |

| Blason de Rumilly-en-Cambrésis | Blason  | D'or à trois croissants de gueules.              |
| Blason de Rumilly-en-Cambrésis | Détails | Le statut officiel du blason reste à déterminer. |

## S

### Sa
| Blason de Sailly-lez-Cambrai | Blason  | D'argent billetté de gueules, au lion du même brochant sur le tout. |
| Blason de Sailly-lez-Cambrai | Détails | Le statut officiel du blason reste à déterminer.                    |

| Blason de Sailly-lez-Lannoy | Blason  | De sable au chef d'argent.                       |
| Blason de Sailly-lez-Lannoy | Détails | Le statut officiel du blason reste à déterminer. |

| Blason de Sainghin-en-Mélantois | Blason  | D'or au franc-canton de gueules.                 |
| Blason de Sainghin-en-Mélantois | Détails | Le statut officiel du blason reste à déterminer. |

| Blason de Sainghin-en-Weppes | Blason  | De gueules au chef d'or.                         |
| Blason de Sainghin-en-Weppes | Détails | Le statut officiel du blason reste à déterminer. |

| Blason de Sains-du-Nord | Blason  | D'argent à une hure de sanglier de sable défendue du champ et lampassée de gueules. |
| Blason de Sains-du-Nord | Détails | Le statut officiel du blason reste à déterminer.                                    |

| Blason de Saint-Amand-les-Eaux | Blason  | De sinople à l'épée haute d'argent garnie d'or, accostée de deux fleurs de lys du même. |
| Blason de Saint-Amand-les-Eaux | Détails | Le statut officiel du blason reste à déterminer.                                        |

| Blason de Saint-André-lez-Lille | Blason  | Coupé de gueules à la porte de l'abbaye de Marquette d'or, et d'azur à trois manteaux d'hermine soutenus chacun d'une épée d'argent, la pointe en bas, et rangés en fasce. |
| Blason de Saint-André-lez-Lille | Détails | Le statut officiel du blason reste à déterminer. |

| Blason de Saint-Aubert | Blason  | D'or à trois chevrons de gueules.                |
| Blason de Saint-Aubert | Détails | Le statut officiel du blason reste à déterminer. |

| Blason de Saint-Aubin | Blason  | D'azur au chevron d'argent accompagné en chef de deux étoiles à six rais du même et en pointe d'un soleil d'or. |
| Blason de Saint-Aubin | Détails | Le statut officiel du blason reste à déterminer.                                                                |

| Blason de Saint-Benin | Blason  | De gueules à une rose tigée et feuillée d'argent. |
| Blason de Saint-Benin | Détails | Le statut officiel du blason reste à déterminer.  |

| Blason de Saint-Georges-sur-l'Aa | Blason  | Ecartelé : aux 1 et 4 d'or à une aigle bicéphale de gueules, et aux 2 et 3 aussi d'or à un ours de sable rampant contre un billot courbé de gueules, à une vergette ondée d'azur brochant sur le parti. |
| Blason de Saint-Georges-sur-l'Aa | Détails | La vergette représente l'Aa. Conflit héraldique : respectivement, l'ours et l'aigle apparaissent plus petits dans les 3 et 4. Le statut officiel du blason reste à déterminer.                          |

| Blason de Saint-Hilaire-lez-Cambrai | Blason  | D'or à trois fasces de gueules.                  |
| Blason de Saint-Hilaire-lez-Cambrai | Détails | Le statut officiel du blason reste à déterminer. |

| Blason de Saint-Hilaire-sur-Helpe | Blason  | D'azur à la croix ancrée d'argent, chargée en cœur d'une étoile à six rais du champ. |
| Blason de Saint-Hilaire-sur-Helpe | Détails | Le statut officiel du blason reste à déterminer.                                     |

| Blason de Saint-Jans-Cappel | Blason  | D'or à la croix de vair cantonnée au 1er d'un agneau pascal d'argent, la tête nimbée et contournée, le guidon chargé d'une croisette de sable brochant sur la croix. |
| Blason de Saint-Jans-Cappel | Détails | Le statut officiel du blason reste à déterminer. |

| Blason de Saint-Martin-sur-Écaillon | Blason  | De gueules semé de cotterels (ou fers de lance à l'antique) d'argent. |
| Blason de Saint-Martin-sur-Écaillon | Détails | Le statut officiel du blason reste à déterminer.                      |

| Blason de Saint-Momelin | Blason  | De gueules à un rais d'escarboucle pommeté et fleurdelisé d'or, la branche du milieu terminée en chef par une crosse du même ; à la bordure componée d'argent et de sable. |
| Blason de Saint-Momelin | Détails | Le statut officiel du blason reste à déterminer. |

| Blason de Saint-Pierre-Brouck | Blason  | De sable à quatre clefs d'argent, ordonnées 2 et 2. |
| Blason de Saint-Pierre-Brouck | Détails | Le statut officiel du blason reste à déterminer.    |

| Blason de Saint-Pol-sur-Mer | Blason  | Écartelé en sautoir : en chef d'or au lion de sable armé et lampassé de gueules ; aux flancs de sinople au lion couronné d'or ; en pointe du même à la lyre de gueules ; à un sautoir dentelé de sable brochant sur la partition. |
| Blason de Saint-Pol-sur-Mer | Détails | Le statut officiel du blason reste à déterminer. |
| Blason de Saint-Pol-sur-Mer | Alias   | D'or à un nuage d'argent posé en barre chargé en chef d'un biplan de la guerre 1914/1918 d'argent et en pointe d'une cigogne au naturel tenant dans son bec une banderole portant le nom GUYNEMER, le nuage accompagné en chef d'un lion de sable armé et lampassé de gueules (=Flandres); à la champagne vairée d'argent et de sinople chargée de quatre pals d'argent. Conflit héraldique : le dessin montre un nuage d'azur. La commune a utilisé jusqu'aux années 1980 ce blason. |

| Blason de Saint-Python | Blason  | D'hermine à trois losanges de gueules.           |
| Blason de Saint-Python | Détails | Le statut officiel du blason reste à déterminer. |

| Blason de Saint-Remy-Chaussée | Blason  | D'argent au chevron de sable accompagné de trois trèfles du même,. |
| Blason de Saint-Remy-Chaussée | Détails | Le statut officiel du blason reste à déterminer.                   |

| Blason de Saint-Remy-du-Nord | Blason  | D'or à trois chevrons de sable.                  |
| Blason de Saint-Remy-du-Nord | Détails | Le statut officiel du blason reste à déterminer. |

| Blason de Saint-Saulve | Blason  | Mi-parti d'or à une aigle de sable, et d'azur semé de fleurs de lys d'or. |
| Blason de Saint-Saulve | Détails | Le statut officiel du blason reste à déterminer.                          |

| Blason de Saint-Souplet | Blason  | D'or à trois croissants de gueules.              |
| Blason de Saint-Souplet | Détails | Le statut officiel du blason reste à déterminer. |

| Blason de Saint-Sylvestre-Cappel | Blason  | D'or à trois huchets de gueules virolés d'argent. |
| Blason de Saint-Sylvestre-Cappel | Détails | Le statut officiel du blason reste à déterminer.  |

| Blason de Saint-Vaast-en-Cambrésis | Blason  | D'azur à l'aigle bicéphale d'or becquée et membrée de gueules.                                                     |
| Blason de Saint-Vaast-en-Cambrésis | Détails | Adopté par le conseil municipal et présenté officiellement en 1992.                                                |
| Blason de Saint-Vaast-en-Cambrésis | Alias   | D'or à trois chevrons de gueules. Le dernier blason officiel serait celui de l'Abbaye de Saint-Aubert de Cambrai,. |

| Blason de Saint-Waast | Blason  | De vair à trois pals de gueules.                 |
| Blason de Saint-Waast | Détails | Le statut officiel du blason reste à déterminer. |

| Blason de Sainte-Marie-Cappel | Blason  | D'hermine à la fasce de gueules.                 |
| Blason de Sainte-Marie-Cappel | Détails | Le statut officiel du blason reste à déterminer. |

| Blason de Salesches | Blason  | D'argent à un rencontre de cerf de gueules brochant sur une crosse d'or en pal. |
| Blason de Salesches | Détails | Le statut officiel du blason reste à déterminer.                                |

| Blason de Salomé | Blason  | D'azur à l'écusson d'argent, accompagné en chef de trois merlettes d'or rangées en fasce. |
| Blason de Salomé | Détails | Le statut officiel du blason reste à déterminer.                                          |

| Blason de Saméon | Blason  | Parti émanché d'or et d'azur de dix pièces.      |
| Blason de Saméon | Détails | Le statut officiel du blason reste à déterminer. |

| Blason de Sancourt | Blason  | D'azur au lion d'or,.                            |
| Blason de Sancourt | Détails | Le statut officiel du blason reste à déterminer. |

| Blason de Santes | Blason  | D'argent à trois lionceaux de sinople lampassés de gueules. |
| Blason de Santes | Détails | Le statut officiel du blason reste à déterminer.            |

| Blason de Sars-et-Rosières | Blason  | Échiqueté d'or et de gueules.                    |
| Blason de Sars-et-Rosières | Détails | Le statut officiel du blason reste à déterminer. |

| Blason de Sars-Poteries | Blason  | D'or à la bande de gueules chargée de trois lionceaux d'argent posés à plomb. |
| Blason de Sars-Poteries | Détails | Le statut officiel du blason reste à déterminer.                              |

| Blason de Sassegnies | Blason  | Écartelé d'azur à un rais d'escarboucle fleurdelisé d'or, et du premier à trois bandes du second, au chef de gueules à la croix d'argent brochant sur le tout. |
| Blason de Sassegnies | Détails | Le statut officiel du blason reste à déterminer. |

| Blason de Saultain | Blason  | Bandé d'argent et de gueules de six pièces.      |
| Blason de Saultain | Détails | Le statut officiel du blason reste à déterminer. |

| Blason de Saulzoir | Blason  | D'azur au croissant d'or, accompagné de onze billettes du même, cinq rangées en chef et six en pointe ordonnées 3, 2 et 1,. |
| Blason de Saulzoir | Détails | Le statut officiel du blason reste à déterminer.                                                                            |

Saint-Aybert ne porte pas de blason à ce jour.

### Se à Si
| Blason de Sebourg | Blason  | D'azur à trois têtes d'aigle arrachées d'argent. |
| Blason de Sebourg | Détails | Le statut officiel du blason reste à déterminer. |

| Blason de Seclin | Blason  | De gueules à la lettre S couronnée d'or.         |
| Blason de Seclin | Détails | Le statut officiel du blason reste à déterminer. |

| Blason de Selvigny | Blason  | D'azur à la fasce d'or, chargée de trois croix potencées de sable, et accompagnée de trois roses à six feuilles d'argent.         |
| Blason de Selvigny | Détails | Ancienne commune ayant fusionné avec Walincourt pour former Walincourt-Selvigny. Le statut officiel du blason reste à déterminer. |

| Blason de Sémeries | Blason  | D'argent à une hure de sanglier de sable défendue du champ et lampassée de gueules. |
| Blason de Sémeries | Détails | Le statut officiel du blason reste à déterminer.                                    |

| Blason de Semousies | Blason  | D'or à la croix engrêlée de gueules.             |
| Blason de Semousies | Détails | Le statut officiel du blason reste à déterminer. |

| Blason de Sepmeries | Blason  | D'azur à la croix ancrée d'argent, cantonnée de quatre étoiles à six rais du même. |
| Blason de Sepmeries | Détails | Le statut officiel du blason reste à déterminer.                                   |

| Blason de Sequedin | Blason  | Parti d'azur et d'or, au nom de Sequedin mis en fasce entre deux cotices, les lettres et la cotice d'argent sur l'azur et de sable sur l'or. |
| Blason de Sequedin | Détails | Le statut officiel du blason reste à déterminer.                                                                                             |

| Blason de Séranvillers | Blason  | D'azur au chevron d'or, accompagné en chef de deux étoiles à six rais et en pointe d'une quintefeuille du même.                                    |
| Blason de Séranvillers | Détails | Commune ayant fusionné en 1964 avec Forenville pour former la commune de Séranvillers-Forenville. Le statut officiel du blason reste à déterminer. |

| Blason de Sercus | Blason  | D'argent au lion contourné de sable et à un lambel de gueules en chef. |
| Blason de Sercus | Détails | Le statut officiel du blason reste à déterminer.                       |

| Blason de Sin-le-Noble | Blason  | De sable à trois gerbes d'or liées de gueules.   |
| Blason de Sin-le-Noble | Détails | Le statut officiel du blason reste à déterminer. |

La Sentinelle ne porte pas de blason à ce jour.

### So
| Blason de Socx | Blason  | D'argent au lion de sable armé et lampassé de gueules, à la bordure du même. |
| Blason de Socx | Détails | Le statut officiel du blason reste à déterminer.                             |

| Blason de Solesmes | Blason  | De sable à trois croissants d'argent.            |
| Blason de Solesmes | Détails | Le statut officiel du blason reste à déterminer. |

| Blason de Solre-le-Château | Blason  | Écartelé d'argent à trois fasces de gueules, et du premier à trois doloires du second, celles du chef adossées,. |
| Blason de Solre-le-Château | Détails | Le statut officiel du blason reste à déterminer.                                                                 |
| Blason de Solre-le-Château | Alias   | D'argent à un annelet de sable accompagné de trois lions de gueules.                                             |

| Blason de Solrinnes | Blason  | Écartelé d'argent à trois fasces de gueules, et du premier à trois doloires du second, celles du chef adossées,. |
| Blason de Solrinnes | Détails | Le statut officiel du blason reste à déterminer.                                                                 |

| Blason de Somain | Blason  | Parti de gueules à un rais d'escarboucle fleurdelisé d'or, percé d'azur, et de France. |
| Blason de Somain | Détails | Le statut officiel du blason reste à déterminer.                                       |

| Blason de Sommaing | Blason  | D'argent au lion de gueules, à la bordure engrêlée d'azur. |
| Blason de Sommaing | Détails | Le statut officiel du blason reste à déterminer.           |

### Sp
| Blason de Spycker | Blason  | D'argent billeté de sable, à un lion du même, armé et lampassé de gueules, brochant sur le tout. |
| Blason de Spycker | Détails | Le statut officiel du blason reste à déterminer.                                                 |

### St
| Blason de Staple | Blason  | D'hermine à la fasce de gueules.                 |
| Blason de Staple | Détails | Le statut officiel du blason reste à déterminer. |

| Blason de Steenbecque | Blason  | D'azur à trois coquilles d'argent.               |
| Blason de Steenbecque | Détails | Le statut officiel du blason reste à déterminer. |

| Blason de Steene | Blason  | D'or au chevron de gueules, accompagné de trois mouchetures d'hermines de sable. |
| Blason de Steene | Détails | Le statut officiel du blason reste à déterminer.                                 |

| Blason de Steenvoorde | Blason  | Parti d'un fascé d'or et d'azur de huit pièces, à trois annelets de gueules brochant sur les deux premières fasces en chef ; et d'un écartelé d'or aux trois traits verticaux de sable, à la bordure engrêlée d'azur ; et d'un fascé d'argent et d'azur de dix pièces au lion de sable brochant sur le tout,. |
| Blason de Steenvoorde | Détails | Le statut officiel du blason reste à déterminer. |
| Blason de Steenvoorde | Alias   | Fascé d'or et d'azur de huit pièces, à trois annelets de gueules brochant sur les deux premières fasces en chef. Ancien blason. |

| Blason de Steenwerck | Blason  | De gueules à la croix dentelée d'argent.         |
| Blason de Steenwerck | Détails | Le statut officiel du blason reste à déterminer. |

| Blason de Strazeele | Blason  | De gueules à la bande d'or accompagnée de six étoiles à six rais du même, mises en orle. |
| Blason de Strazeele | Détails | Le statut officiel du blason reste à déterminer.                                         |

## T
| Blason de Taisnières-en-Thiérache | Blason  | Taillé : au premier de sinople à la cloche d'or brochant sur une crosse du même, au second d'azur aux deux roues de moulin rangées en barre ; à la barre ondée d'argent chargée des lettres capitales à plomb P, D et V de gueules, brochant sur la partition. |
| Blason de Taisnières-en-Thiérache | Détails | Le statut officiel du blason reste à déterminer. |

| Blason de Taisnières-sur-Hon | Blason  | De gueules à deux clefs d'or en sautoir.         |
| Blason de Taisnières-sur-Hon | Détails | Le statut officiel du blason reste à déterminer. |

| Blason de Templemars | Blason  | D'azur semé de billettes d'argent, au lion du même, armé et lampassé de gueules, brochant sur le tout. |
| Blason de Templemars | Détails | Le statut officiel du blason reste à déterminer.                                                       |

| Blason de Templeuve | Blason  | Écartelé: aux 1er et 4e contre-écartelé aux I et IV d'argent fretté de sable, au chef d'or chargé de trois merlettes de sable, aux II et III d'or au lion d'azur couronné, lampassé et armé de gueules, aux 2e et 3e d'azur semé de fleurs de lis d'argent et au cerf de même, brochant, sur le tout d'azur à la lettre capitale T d'or. |
| Blason de Templeuve | Détails | Le statut officiel du blason reste à déterminer. |
| Blason de Templeuve | Alias   | D'azur au nom de Templeuve d'argent mis en bande entre deux doubles cotices d'or. |

| Blason de Terdeghem | Blason  | D'azur à trois jumelles d'or.                    |
| Blason de Terdeghem | Détails | Le statut officiel du blason reste à déterminer. |

| Blason de Téteghem | Blason  | Échiqueté d'argent et d'azur, à la bande de gueules brochant sur le tout. |
| Blason de Téteghem | Détails | Le statut officiel du blason reste à déterminer.                          |

| Blason de Thiant | Blason  | De sinople semé de billettes d'argent, au lion du même, armé et lampassé de gueules, brochant sur le tout. |
| Blason de Thiant | Détails | Le statut officiel du blason reste à déterminer.                                                           |

| Blason de Thiennes | Blason  | D'or à la bordure d'azur, à l'écusson d'argent en abîme, bordé d'azur, chargé d'un lion de gueules, armé, lampassé et couronné du champ. |
| Blason de Thiennes | Détails | Le statut officiel du blason reste à déterminer.                                                                                         |

| Blason de Thivencelle | Blason  | De gueules à la rose d'argent boutonnée d'or.    |
| Blason de Thivencelle | Détails | Le statut officiel du blason reste à déterminer. |

| Blason de Thumeries | Blason  | D'argent aux trois pals de gueules et au franc-canton dextre de sable chargé d'un lion d'or. |
| Blason de Thumeries | Détails | Le statut officiel du blason reste à déterminer.                                             |

| Blason de Thun-l'Évêque | Blason  | D'or à trois lionceaux d'azur; au chef de gueules chargé d'une Notre-Dame-de-Grâce de carnation à mi-corps, tenant à dextre un sceptre fleurdelisé du même et à senestre l'Enfant Jésus de carnation, couronnés d'or, le tout vêtu de gueules et d'azur. |
| Blason de Thun-l'Évêque | Détails | Le statut officiel du blason reste à déterminer. |

| Blason de Thun-Saint-Amand | Blason  | Parti émanché d'argent et de gueules.            |
| Blason de Thun-Saint-Amand | Détails | Le statut officiel du blason reste à déterminer. |

| Blason de Thun-Saint-Martin | Blason  | D'argent au lion de gueules couronné d'or à l'antique et accompagné de six coquilles d'azur, trois sur chaque flanc, ordonnées en orle. |
| Blason de Thun-Saint-Martin | Détails | Le statut officiel du blason reste à déterminer.                                                                                        |

| Blason de Tilloy-lez-Cambrai | Blason  | D'or aux trois chevrons de gueules.              |
| Blason de Tilloy-lez-Cambrai | Détails | Le statut officiel du blason reste à déterminer. |

| Blason de Tilloy-lez-Marchiennes | Blason  | D'or à l'escarboucle de sable, chargée en cœur d'un rubis de gueules. |
| Blason de Tilloy-lez-Marchiennes | Détails | Le statut officiel du blason reste à déterminer.                      |

| Blason de Toufflers | Blason  | D'argent aux trois lionceaux de sinople, armés et lampassés de gueules, couronnés d'or et chargés chacun d'un écusson d'argent à la croix d'azur. |
| Blason de Toufflers | Détails | Le statut officiel du blason reste à déterminer.                                                                                                  |

| Blason de Tourcoing | Blason  | D'argent à la croix de sable chargée de cinq besants d'or. |
| Blason de Tourcoing | Détails | Le statut officiel du blason reste à déterminer.           |

| Blason de Tourmignies | Blason  | De gueules à la fasce d'hermine.                 |
| Blason de Tourmignies | Détails | Le statut officiel du blason reste à déterminer. |

| Blason de Trélon | Blason  | De gueules à deux fasces bretessées d'argent ; au franc-canton senestre d'hermine au chef d'argent. |
| Blason de Trélon | Détails | Le statut officiel du blason reste à déterminer.                                                    |

| Blason de Tressin | Blason  | D'azur à l'écusson d'or chargé d'un lion de sable, armé et lampassé de gueules, accompagné de huit fleurs de lis d'or ordonnées en orle. |
| Blason de Tressin | Détails | Le statut officiel du blason reste à déterminer.                                                                                         |
| Blason de Tressin | Alias   | D'azur semé de fleurs de lys d'or, sur le tout d'or chargé d'un lion de sable, armé et lampassé de gueules. Ancien blason.               |

| Blason de Trith-Saint-Léger | Blason  | D'argent au croissant de gueules.                |
| Blason de Trith-Saint-Léger | Détails | Le statut officiel du blason reste à déterminer. |

| Blason de Troisvilles | Blason  | D'azur au chevron d'or, accompagné en chef de deux étoiles de six rais du même et en pointe d'un trèfle aussi d'or. |
| Blason de Troisvilles | Détails | Le statut officiel du blason reste à déterminer.                                                                    |

## U
| Blason de Uxem | Blason  | Parti de gueules à trois léopards d'or rangés en pal et d'un échiqueté d'argent et d'azur, au franc-canton d'hermine. |
| Blason de Uxem | Détails | Le statut officiel du blason reste à déterminer.                                                                      |

## V
| Blason de Valenciennes | Blason  | De gueules, au lion d'or armé et lampassé d'azur. |
| Blason de Valenciennes | Détails | Le statut officiel du blason reste à déterminer.  |

| Blason de Vendegies-au-Bois | Blason  | Vairé d'or et d'azur.                            |
| Blason de Vendegies-au-Bois | Détails | Le statut officiel du blason reste à déterminer. |

| Blason de Vendegies-sur-Écaillon | Blason  | D'or à la roue de six rayons de gueules.         |
| Blason de Vendegies-sur-Écaillon | Détails | Le statut officiel du blason reste à déterminer. |

| Blason de Vendeville | Blason  | Plumeté d'or et de sable.                        |
| Blason de Vendeville | Détails | Le statut officiel du blason reste à déterminer. |

| Blason de Verchain-Maugré | Blason  | D'azur semé de billettes d'argent, au lion du même armé et lampassé de gueules, brochant sur le tout. |
| Blason de Verchain-Maugré | Détails | Le statut officiel du blason reste à déterminer.                                                      |

| Blason de Verlinghem | Blason  | Écartelé : aux 1 et 4 d'argent, au lion de gueules, armé et lampassé d'azur, couronné d'or, aux 2 et 3, de gueules, à une étoile à seize rais d'argent. |
| Blason de Verlinghem | Détails | Le statut officiel du blason reste à déterminer. |

| Blason de Vertain | Blason  | D'argent aux trois jumelles de gueules.          |
| Blason de Vertain | Détails | Le statut officiel du blason reste à déterminer. |

| Blason de Vicq | Blason  | D'azur semé de fleurs de lis d'argent, à la croix pattée et alésée du même brochante. |
| Blason de Vicq | Détails | Le statut officiel du blason reste à déterminer.                                      |

| Blason de Viesly | Blason  | D'or à la bande de sable.                        |
| Blason de Viesly | Détails | Le statut officiel du blason reste à déterminer. |

| Blason de Vieux-Berquin | Blason  | D'or à cinq cotices de gueules.                  |
| Blason de Vieux-Berquin | Détails | Le statut officiel du blason reste à déterminer. |

| Blason de Vieux-Condé | Blason  | D'argent à la fasce de gueules chargée d'une divise vivrée du champ. |
| Blason de Vieux-Condé | Détails | Le statut officiel du blason reste à déterminer.                     |

| Blason de Vieux-Mesnil | Blason  | De gueules au chevron d'or, accompagné de trois trèfles d'argent. |
| Blason de Vieux-Mesnil | Détails | Le statut officiel du blason reste à déterminer.                  |

| Blason de Vieux-Reng | Blason  | De gueules à une étoile à douze rais d'or.       |
| Blason de Vieux-Reng | Détails | Le statut officiel du blason reste à déterminer. |

| Blason de Villeneuve-d'Ascq | Blason  | Tiercé en fasce : au premier d'or à la fasce d'azur et au sautoir de gueules brochant sur le tout, au deuxième de gueules au chef échiqueté d'argent et d'azur de trois tires, au troisième de sinople à la bande échiquetée d'argent et de gueules de deux tires. |
| Blason de Villeneuve-d'Ascq | Détails | Le statut officiel du blason reste à déterminer. |

| Blason de Villereau | Blason  | D'or à trois fasces de gueules.                  |
| Blason de Villereau | Détails | Le statut officiel du blason reste à déterminer. |

| Blason de Villers-au-Tertre | Blason  | D'azur à un écusson d'argent accompagné de onze billettes du même mises en orle. |
| Blason de Villers-au-Tertre | Détails | Le statut officiel du blason reste à déterminer.                                 |

| Blason de Villers-Campeau | Blason  | Burelé d'argent et d'azur de douze pièces.       |
| Blason de Villers-Campeau | Détails | Le statut officiel du blason reste à déterminer. |

| Blason de Villers-en-Cauchies | Blason  | D'azur au chevron d'argent accompagné de trois coupes couvertes d'or. |
| Blason de Villers-en-Cauchies | Détails | Le statut officiel du blason reste à déterminer.                      |

| Blason de Villers-Guislain | Blason  | Tiercé en pal : au premier d'azur au lys d'argent, au deuxième de gueules à la demi-aigle bicéphale d'argent en chef et à la demi-croix potencée du même en pointe, le tout mouvant de dextre, au troisième d'or aux trois barres d'azur. |
| Blason de Villers-Guislain | Détails | Le statut officiel du blason reste à déterminer. |

| Blason de Villers-Outréaux | Blason  | De gueules à la croix dentelée d'or.             |
| Blason de Villers-Outréaux | Détails | Le statut officiel du blason reste à déterminer. |

| Blason de Villers-Plouich | Blason  | D'hermine au chef de sable.                      |
| Blason de Villers-Plouich | Détails | Le statut officiel du blason reste à déterminer. |

| Blason de Villers-Pol | Blason  | D'argent à la bande de sable chargée de trois fleurs de lis d'or posées à plomb. |
| Blason de Villers-Pol | Détails | Le statut officiel du blason reste à déterminer.                                 |

| Blason de Villers-Sire-Nicole | Blason  | D'argent à trois lionceaux de gueules, armés, lampassés et couronnés d'or. |
| Blason de Villers-Sire-Nicole | Détails | Le statut officiel du blason reste à déterminer.                           |

| Blason de Volckerinckhove | Blason  | De sable au chef d'argent chargé de deux molettes de gueules. |
| Blason de Volckerinckhove | Détails | Le statut officiel du blason reste à déterminer.              |

| Blason de Vred | Blason  | D'azur semé de fleurs de lis d'or, au cerf d'argent brochant sur le tout. |
| Blason de Vred | Détails | Le statut officiel du blason reste à déterminer.                          |

## W
| Blason de Wahagnies | Blason  | Gironné d'argent et de sable, le sable semé de croix recroisetées d'or. |
| Blason de Wahagnies | Détails | Le statut officiel du blason reste à déterminer.                        |

| Blason de Walincourt | Blason  | D'argent au lion de gueules. |
| Blason de Walincourt | Détails | Ancienne commune ayant fusionné avec Selvigny pour former Walincourt-Selvigny. Le statut officiel du blason reste à déterminer. |

| Blason de Wallers | Blason  | D'argent à la bande d'azur chargée de trois coquilles d'or posées à plomb, accompagnée en chef d'un écusson de gueules. |
| Blason de Wallers | Détails | Le statut officiel du blason reste à déterminer.                                                                        |

| Blason de Wallers-en-Fagne | Blason  | D'or à quatre pals de gueules, à la bordure engrêlée d'azur. |
| Blason de Wallers-en-Fagne | Détails | Le statut officiel du blason reste à déterminer.             |

| Blason de Wallon-Cappel | Blason  | D'or à deux fasces de gueules.                   |
| Blason de Wallon-Cappel | Détails | Le statut officiel du blason reste à déterminer. |

| Blason de Wambaix | Blason  | D'azur à un dragon d'or lampassé de gueules, s'essorant en fasce. |
| Blason de Wambaix | Détails | Le statut officiel du blason reste à déterminer.                  |

| Blason de Wambrechies | Blason  | D'or à la croix engrêlée de gueules.             |
| Blason de Wambrechies | Détails | Le statut officiel du blason reste à déterminer. |

| Blason de Wandignies-Hamage | Blason  | D'or à une escarboucle de sable, chargée en cœur d'un rubis de gueules. |
| Blason de Wandignies-Hamage | Détails | Le statut officiel du blason reste à déterminer.                        |

| Blason de Wannehain | Blason  | Bandé d'argent et d'azur de six pièces.          |
| Blason de Wannehain | Détails | Le statut officiel du blason reste à déterminer. |

| Blason de Wargnies-le-Grand | Blason  | Bandé d'argent et de gueules.                    |
| Blason de Wargnies-le-Grand | Détails | Le statut officiel du blason reste à déterminer. |

| Blason de Wargnies-le-Petit | Blason  | D'or à trois croissants de gueules.              |
| Blason de Wargnies-le-Petit | Détails | Le statut officiel du blason reste à déterminer. |

| Blason de Warhem | Blason  | Échiqueté d'argent et de sable de douze pièces.  |
| Blason de Warhem | Détails | Le statut officiel du blason reste à déterminer. |

| Blason de Warlaing | Blason  | D'or à la croix engrêlée de gueules.             |
| Blason de Warlaing | Détails | Le statut officiel du blason reste à déterminer. |

| Blason de Warneton | Blason  | D'argent à la fasce de gueules.                  |
| Blason de Warneton | Détails | Le statut officiel du blason reste à déterminer. |

| Blason de Wasnes-au-Bac | Blason  | D'azur aux trois gerbes d'or.                    |
| Blason de Wasnes-au-Bac | Détails | Le statut officiel du blason reste à déterminer. |

| Blason de Wasquehal | Blason  | Échiqueté d'argent et de gueules, chaque pièce d'argent chargée d'une moucheture d'hermine de sable. |
| Blason de Wasquehal | Détails | Le statut officiel du blason reste à déterminer.                                                     |

| Blason de Watten | Blason  | Coupé, au premier d'argent à trois pals de gueules, au second de gueules à trois pals d'argent. |
| Blason de Watten | Détails | Le statut officiel du blason reste à déterminer.                                                |
| Blason de Watten | Alias   | D'or à la fasce de gueules et un lambel d'azur en chef. Ancien blason.                          |

| Blason de Wattignies | Blason  | D'or au sautoir bretessé et contre-bretessé de sable. |
| Blason de Wattignies | Détails | Le statut officiel du blason reste à déterminer.      |

| Blason de Wattignies-la-Victoire | Blason  | De gueules à la bande de vair.                                                                            |
| Blason de Wattignies-la-Victoire | Détails | Différences entre dessin et blasonnement : sens du vair. Le statut officiel du blason reste à déterminer. |

| Blason de Wattrelos | Blason  | D'azur au lion fascé d'argent et de gueules, armé, lampassé et couronné d'or. |
| Blason de Wattrelos | Détails | Le statut officiel du blason reste à déterminer.                              |

| Blason de Wavrechain-sous-Faulx | Blason  | Parti : au 1, d'or à trois léopards de sable passant l'un sur l'autre ; au 2, d'azur au chevron d'or accompagné de trois besants du même. |
| Blason de Wavrechain-sous-Faulx | Détails | Le statut officiel du blason reste à déterminer.                                                                                          |

| Blason de Wavrin | Blason  | D'azur à un écusson d'argent,.                   |
| Blason de Wavrin | Détails | Le statut officiel du blason reste à déterminer. |

| Blason de Wazemmes | Blason  | D'azur semé de fleurs de lis d'or, à une tour d'argent et à deux crosses passées en sautoir mouvant des créneaux brochant sur le tout. |
| Blason de Wazemmes | Détails | Ancienne commune rattachée à Lille en 1858. Le statut officiel du blason reste à déterminer.                                           |

| Blason de Waziers | Blason  | D'azur à l'écusson d'argent, à la bande de gueules brochant sur le tout. |
| Blason de Waziers | Détails | Le statut officiel du blason reste à déterminer.                         |

| Blason de Wemaers-Cappel | Blason  | Écartelé : aux 1 et 4, d'azur au dragon d'or, armé et lampassé de gueules ; aux 2 et 3, d'argent à trois chevrons de gueules. |
| Blason de Wemaers-Cappel | Détails | Le statut officiel du blason reste à déterminer.                                                                              |

| Blason de Wervicq-Sud | Blason  | D'or à la bande de gueules, accompagnée de six quintefeuilles du même ordonnées en orle.                                |
| Blason de Wervicq-Sud | Détails | Différences entre dessin et blasonnement : quintefeuilles non en orle. Le statut officiel du blason reste à déterminer. |

| Blason de West-Cappel | Blason  | D'argent à la bande fuselée de gueules.          |
| Blason de West-Cappel | Détails | Le statut officiel du blason reste à déterminer. |

| Blason de Wicres | Blason  | De sinople à la fasce d'hermine.                 |
| Blason de Wicres | Détails | Le statut officiel du blason reste à déterminer. |

| Blason de Wignehies | Blason  | D'azur semé de fleurs de lis d'or.               |
| Blason de Wignehies | Détails | Le statut officiel du blason reste à déterminer. |

| Blason de Willems | Blason  | De gueules au chevron d'argent accompagné de trois pommes de pin d'or. |
| Blason de Willems | Détails | Le statut officiel du blason reste à déterminer.                       |

| Blason de Willies | Blason  | De gueules à deux fasces bretessées et contre-bretessées d'argent ; au franc-canton de gueules à trois pals de vair et au chef d'or,. |
| Blason de Willies | Détails | Le statut officiel du blason reste à déterminer.                                                                                      |

| Blason de Winnezeele | Blason  | D'argent à quatre losanges de gueules, au franc-quartier d'or à deux fasces de gueules. |
| Blason de Winnezeele | Détails | Le statut officiel du blason reste à déterminer.                                        |

| Blason de Wormhout | Blason  | D'or au lion de sable armé et lampassé de gueules. |
| Blason de Wormhout | Détails | Le statut officiel du blason reste à déterminer.   |

| Blason de Wulverdinghe | Blason  | Fascé d'or et d'azur de huit pièces, à trois annelets de gueules brochant sur les deux premières fasces en chef. |
| Blason de Wulverdinghe | Détails | Le statut officiel du blason reste à déterminer.                                                                 |

| Blason de Wylder | Blason  | D'argent à cinq cors de chasse de sable liés de gueules. |
| Blason de Wylder | Détails | Le statut officiel du blason reste à déterminer.         |

## Z
| Blason de Zegerscappel | Blason  | D'argent à la fasce de sable accompagné de six billettes du même, trois en chef et trois en pointe, rangées en fasce. |
| Blason de Zegerscappel | Détails | Le statut officiel du blason reste à déterminer.                                                                      |
| Blason de Zegerscappel | Alias   | D'or à la fasce de sable, accompagné de six billettes du même, trois en chef et trois en pointe. Variante.            |

| Blason de Zermezeele | Blason  | D'argent au chef de gueules, un bâton de sable brochant en bande sur le tout. |
| Blason de Zermezeele | Détails | Le statut officiel du blason reste à déterminer.                              |

| Blason de Zuydcoote | Blason  | D'argent à l'aigle bicéphale éployée de sable, becquée et onglée de gueules, accostée de deux lions affrontés du second, armés et lampassés du troisième. |
| Blason de Zuydcoote | Détails | Le statut officiel du blason reste à déterminer. |

| Blason de Zuytpeene | Blason  | D'azur à une fasce d'or, accompagnée de dix-sept billettes couchées du même, 5 et 4 en chef, 4, 3 et 1 en pointe. |
| Blason de Zuytpeene | Détails | Le statut officiel du blason reste à déterminer.                                                                  |